# Birch Creek (Wisconsin)
Birch Creek è un comune degli Stati Uniti, situato in Wisconsin, nella Contea di Chippewa.